# Genévrier des Rocheuses
Juniperus scopulorum
Espèce
Statut de conservation UICN

 LC  : Préoccupation mineure
Le Genévrier des Rocheuses, Juniperus scopulorum, est une plante vasculaire de la famille des Cupressaceae.